# Strandkalkmossa
Strandkalkmossa (Tortella flavovirens) är en bladmossart som beskrevs av Brotherus 1902. Strandkalkmossa ingår i släktet kalkmossor, och familjen Pottiaceae. Enligt den svenska rödlistan är arten nära hotad i Sverige. Arten förekommer i Götaland, Gotland, Öland och Svealand. Artens livsmiljö är havsstränder. Inga underarter finns listade i Catalogue of Life.